# Brasão de armas de Jerusalém
O brasão de armas de Jerusalém é um emblema da cidade e do município. Foi instituído em 1949 após concurso oficial. O emblema do município foi publicado na gazeta oficial Rashumot a 13 de Novembro de 1958. O leão alude  ao Leão de Judá; a parede ao fundo - o Muro das Lamentações; os ramos de oliveira, paz; e a inscrição acima do escudo, o nome da cidade em Hebraico.

## História

Brasão de armas do Reino Latino de Jerusalém

1. ↑  «Jerusalém (Israel)». Bandeiras do Mundo (em inglês). Consultado em 20 de janeiro de 2025